# Trehörnings masugn

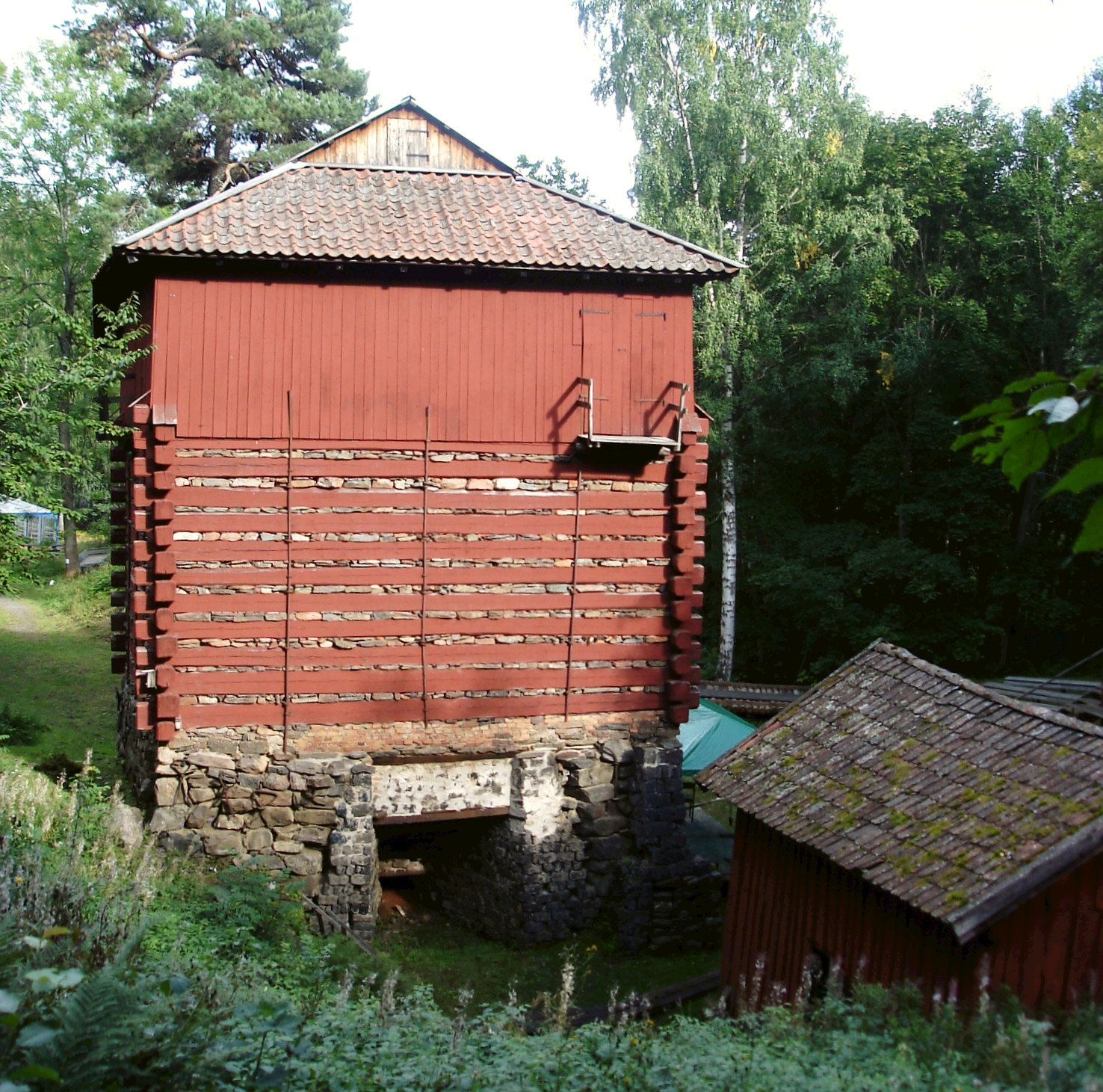
Trehörnings masugn, 2011.

Trehörnings masugn är en hytta belägen vid sjön Trehörningens utlopp i Mariedamm, ca 1,5 mil öster om Askersund i Lerbäcks socken i Örebro län. Den är en av Sveriges få välbevarade mulltimmerhyttor.
Hyttan anlades år 1636 av bergsmän, men köptes 1648 av Louis De Geer som drev den under Godegårds bruk. Anläggningen tillhörde Godegårds bruk fram till 1888 då den köptes av bröderna Ivan och Gustaf Svensson den äldre som året därpå införlivades egendomen med Skyllbergs bruk, Trehörnings masugn lades ner 1889.
Förutom själva masugnen är flera andra av hyttområdets byggnader bevarade, bland annat två bodar byggda av slaggsten, vattenhjulet och slaggvarpen. Masugnen har restaurerats flera gånger, senast på 1990-talet och är idag en av Sveriges få (och den enda i Örebro län) bevarade mulltimmerhyttor.